# Myrna Cunningham
Myrna Cunningham, född 1947, är en nicaraguansk läkare och feminist.
Cunningham, som tillhör folkgruppen miskito, var ordförande i FN:s permanenta forum för ursprungsfolk fram till 2012 och sitter nu med i Hungerprojektets globala styrelse.

## Biografi
Myrna Cunningham tillhör miskitosamhället Waspán vid floden Wangki i norra Nicaragua. Efter utbildning till grundskolelärare arbetade hon några år som lärare i Waspán. Därefter studerade hon medicin och kirurgi på Nicaraguas universitet i Managua och blev den första kvinnliga miskitoläkaren.
Doktor Cunningham återvände till sin hemort och arbetade som allmänläkare på ”Missionary Hospital of the Moravian Church”. Vid sidan av detta arbetade hon på vårdcentraler vid Cocofloden till 1979.

## Arbete för mänskliga rättigheter

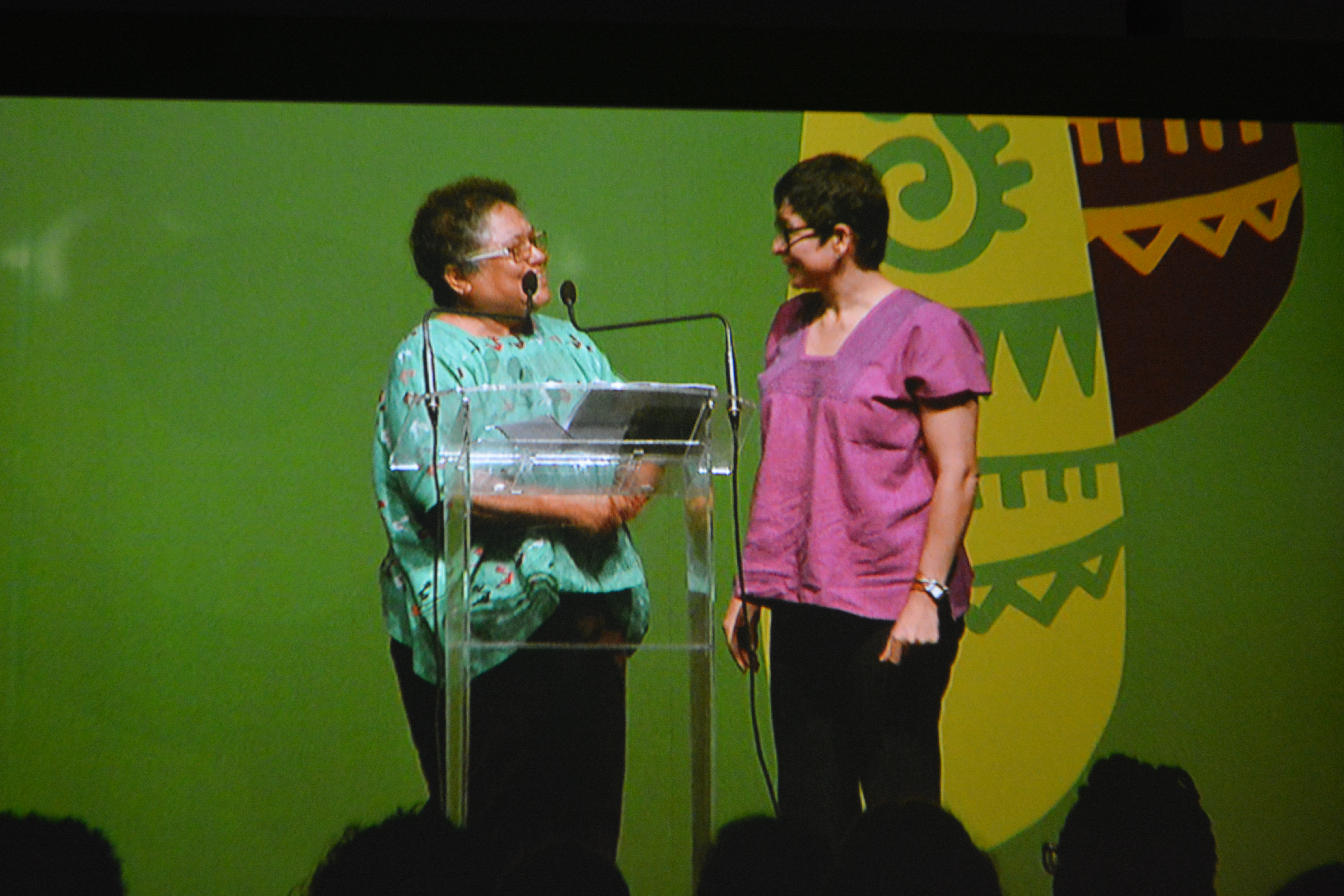
Myrna Cunningham och Lydia Alpizar Duranin, AWID.

Cunningham är engagerad i flera styrelser för mänskliga rättigheter:

- Association for Women's Rights in Development, AWID, ordförande.
- Hungerprojektet Global Board of Directors.[3]

Tidigare positioner (urval):

- 2011–2013 – Ordförande FN:s Permanent Forum on Indigenous Issues[b]
- 2014 – Ambassadör för FAO:s år för Familjejordbruk.